# Fysicalisme
Het fysicalisme is een filosofische veronderstelling die stelt dat alles fysisch is, en dat immateriële eigenschappen – zaken van biologische, psychologische, morele of sociale aard – voortkomen uit het fysische. Het fysicalisme staat voor de overtuiging dat al wat bestaat in diepste wezen materie is, bepaald door universele natuurwetten en fysisch-chemische oorzaken, en te verklaren overeenkomstig het paradigma van de natuurwetenschappen. In het fysicalisme merkt men alle objecten en eigenschappen aan als door de natuurwetenschap beschrijfbaar. Deze stellingname is uitgewerkt in een 20ste-eeuwse wetenschapsfilosofie en filosofie van de geest.

## Algemeen
Het concept van het fysicalisme is in de wetenschapsfilosofie ontwikkeld door Otto Neurath en Rudolf Carnap in de eerste helft van de 20ste eeuw op basis van het Logisch positivisme. Het fysicalisme was een belangrijk onderdeel van hun streven om een eenheidswetenschap te ontwikkelen, gebaseerd op de natuurwetenschappelijke beginselen en ontdaan van alle metafysische speculaties. Hiertoe wilden ze een wetenschappelijke eenheidstaal ontwikkelen, waarin de empirische karakteristieken van alle empirische wetenschappen uitgedrukt konden worden. Hiermee wilden ze de intersubjectiviteit van de wetenschap zeker stellen en de kloof tussen de geesteswetenschappen en natuurwetenschappen overbruggen.
Het fysicalisme is in zijn ontologische vorm een metafysische these, dat alles wat bestaat fysisch is. Hierbij ziet men als fysisch alle objecten en eigenschappen die door de natuurwetenschap beschreven worden. Deze stellingname van een volledige fysische structuur vindt veel aanhang bij hedendaagse filosofen en natuurwetenschappers.
Een bijzondere rol speelt het fysicalisme in de filosofie van de geest, een Angelsaksische filosofische stroming die het idee van een immaterieel bewustzijn afwijst. Het houdt in dat men de geest als een fysisch object ziet net als alle zintuigen. Met andere woorden, alles wat voorheen aan de geest werd toegeschreven, dient men aan brein of hersenen toe te schrijven.
Fysicalisme wordt ook wel materialisme genoemd, maar aan de term "fysicalisme" wordt de voorkeur gegeven, aangezien de natuurwetenschappen de meest geavanceerde noties hebben ontwikkeld. Het fysische of natuurkundige komt te staan tegenover het materiële, b.v. in relatie tot het onzichtbare of de niet-materiële krachten. Sommige filosofen gebruiken de term "materialistisch" voor zaken met betrekking tot beweging van materie, en "fysicalisme" met betrekking tot de materie en de wereldgeometrie.